# Готовье (Старооскольский городской округ)
Готовьё — село в Старооскольском городском округе Белгородской области, входящее в состав Обуховской сельской территории. Расстояние до Старого Оскола составляет 22 км.

## История
В период между 1718 и 1722 годами основана деревня Готовьё, соседствующая с Обуховкой. Первоначально, это было однодворческое поселение – выселок у реки Котёл служилых людей села Кобылино.
В начале XIX века в 1802 году произошли территориально-административные изменения в Старооскольском уезде. Он был разделён на 18 участков-волостей. Один из них получил название Обуховской волости, куда вошло и Готовье.
В 1885 году Готовье — часть Старооскольского уезда Казачанской волости, насчитывавшее 86 дворов и 534 жителя.
С июля 1928 года деревня Готовье - в Обуховской волости Старооскольского района. В 1931 году в деревне было 352 жителя.
В 1935 году в селе был создан колхоз «7-й съезд Советов».
6 января 1954 года Указом Президиума Верховного Совета СССР образована Белгородская область. Готовье вошло в состав Белгородской области.
В 1979 году в селе было 105 жителей, через десять лет осталось 51.

## Население
| 2002 | 2010 |
| ---- | ---- |
| 64   | ↘52  |